# Finjasjön
Finjasjön är en sjö i Hässleholms kommun i Skåne och ingår i Helge ås huvudavrinningsområde. Sjön är 13,2 meter djup, har en yta på 10,5 kvadratkilometer och befinner sig 42 meter över havet. Sjön avvattnas av vattendraget Almaån. Vid provfiske har en stor mängd fiskarter fångats, bland annat abborre, björkna, braxen, ål, gädda, gärs, gös, lake, mört och sutare. Vidare förekommer även signalkräfta.
Sjön har fem tillflöden och ett frånflöde, som via Almaån leder till Helge å. Stränderna är flacka vilket lett till upprepade översvämningar. Finjasjön lider även av övergödning, vilket bekämpas genom att fisk som lever på algätande larver tas upp genom trålning.
Norr om sjön finns Finja samhälle och vid den östra stranden ligger Sjörröd. Vidare ligger Skyrup och Mjölkalånga vid sjöns sydvästra stränder. Hovdala slott ligger på Hovdala skjutfält, vilket breder ut sig söder om sjön.

## Historia
Under 1800-talet sänktes Finjasjön i två omgångar. 1847 till 1855 sänktes sjön ca 1 m och 1887 till 1899 ca 2 m. Innan sänkningen gick Finjasjön ända upp till Södra stambanan sydost om sjön. En bit av järnvägsbanken är stenskodd för att tåla vågorna.
Almaån utdikades och kanaliserades 
ca 2 mil, från Rättelöv till Mölleröd och 300 ha åker/800 ha äng skapades. Kvarnen som reglerade vattenståndet vid Mölleröds kungsgård blev obrukbar och revs.
Sjösänkningen blev betydligt dyrare än man beräknat och slutkostnaden blev 641 000 kr mot kalkylerade 368 000 kr och många människor ruinerades och fick lämna sina gårdar. En stor del av den nyvunna marken blev sumpig, omöjlig att bruka och lämnades att växa igen.

## Delavrinningsområde
Finjasjön ingår i delavrinningsområde (622694-136899) som SMHI kallar för Utloppet av Finjasjön. Medelhöjden är 63 meter över havet och ytan är 43,55 kvadratkilometer. Räknas de 5 avrinningsområdena uppströms in blir den ackumulerade arean 253,02 kvadratkilometer. Almaån som avvattnar avrinningsområdet har biflödesordning 2, vilket innebär att vattnet flödar genom totalt 2 vattendrag innan det når havet efter 85 kilometer. Avrinningsområdet består mestadels av skog (33 %), öppen mark (11 %) och jordbruk (14 %). Avrinningsområdet har 10,49 kvadratkilometer vattenytor vilket ger det en sjöprocent på 24,1 %. Bebyggelsen i området täcker en yta av 6,53 kvadratkilometer eller 15 % av avrinningsområdet.

## Fisk
Vid provfiske har följande fisk fångats i sjön:
- Abborre
- Björkna
- Braxen
- Gärs
- Gädda
- Gös
- Karpfisk (obestämd art)
- Löja
- Mört
- Sandkrypare
- Sarv